# Kirkelig handling
Kirkelig handling – et fagudtryk blandt præster og kirkefunktionærer om de gudstjenester, der ikke er højmesser. Dvs. dåb, konfirmation, bryllupper, begravelser og bisættelser.
Der er tale om en kirkelig handling når en præst medvirker ved fx et bryllup eller en begravelser, modsat en borgelig vielse eller begravelse.
Folkekirkens forordninger for de kirkelige handlinger findes i ritualbogen.